# Hexen – geschändet und zu Tode gequält
Hexen – geschändet und zu Tode gequält ist ein deutsch produzierter Horrorfilm, den Adrian Hoven 1972 inszenierte und finanzierte. In den Kinos lief er erstmals am 26. Januar 1973.

## Handlung
In einem deutschen Staat, 1780. Der Hexenjäger Balthasar von Ross lässt das Volk seine harte Hand spüren; er herrscht nach Lust und plötzlicher Laune, nutzt seine Stellung dazu aus, sich zu bereichern und sich nebenher auch junge Frauen sexuell gefügig zu machen. Seine Gegner lässt er in den Kerker werfen und sie später nach gestellten Verhandlungen und unter der Folter erpressten Geständnissen und gefälschten Beweisen auf dem Scheiterhaufen verbrennen. Als der bei den Leuten hochgeachtete Alexander von Salmenau, den Ross zum Hexenmeister, seine Frau Elisabeth zur Hexe erklären und beider Sohn exkommunizieren lässt, ebenfalls auf diese Weise endet, verhilft den Eingesperrten ein Kerkermeister zur Flucht. Es gelingt Elisabeth, das Volk gegen die immer dreister werdenden Verbrennungen und von Ross begangenen Untaten aufzuwiegeln. Schließlich wird sein Wohnsitz gestürmt, seine Leute und er selbst werden getötet.

## Kritik
Adrian Hoven versuchte sich „diesmal persönlich an der Realisierung dieses Plagiats eines Plagiats. Vergebens, denn das (…) Gebräu aus seiner Hexen-Schnellküche ist nicht besser genießbar – dafür aber noch abscheulicher, einfallsloser und exploitativer angelegt“, urteilt Ronald M. Hahn. Auch das Lexikon des internationalen Films schrieb sehr negativ: „Ein dilettantischer Hexenjäger-Aufguß, der sich mühsam von einer Folterungs- bzw. Vergewaltigungsszene zur anderen schleppt. Dazwischen wird für etwas verquaste ‚Romantik‘ gesorgt.“

## Hintergrund
Die Filmmusik, die aus dem Archiv des Musikverlags Sonoton stammt, besteht aus Kompositionen von Don Banks, John Scott, Eddie Warner und Tony Tape.
Für den Filmarchitekten Max Mellin, der schon zu Hovens Vorgängerfilm Hexen bis aufs Blut gequält die Bauten entworfen hatte, war dies der letzte Filmauftrag.
Wie im vorangegangenen Film dienten vor allem Schloss Moosham sowie Burg und Ort Mauterndorf als Drehorte, hinzu kam diesmal u. a. die ebenfalls im Lungau gelegene Burg Finstergrün.

## Rezeption
Von 3. bis 5. April 2014 fand die filmwissenschaftliche Konferenz „Mark of the Devil: On a Classic Exploitation Film“ der Universität Wien statt, die sich mit Hexen bis aufs Blut gequält und Hexen – geschändet und zu Tode gequält befasste. Aus der Tagung ging eine Sonderausgabe des britischen Cine-Excess eJournal (2017) hervor, welche eine Reihe ausführlicher Artikel über beide Filme (u. a. zu Autorschaft, Voyeurismus und Zensur) sowie ein Interview mit Joyce und Percy Hoven enthält.